# Apsaranycta bryophilina
Apsaranycta bryophilina är en fjärilsart som beskrevs av George Francis Hampson 1914. Apsaranycta bryophilina ingår i släktet Apsaranycta och familjen nattflyn. Inga underarter finns listade i Catalogue of Life.